# 卡羅琳·赫歇爾

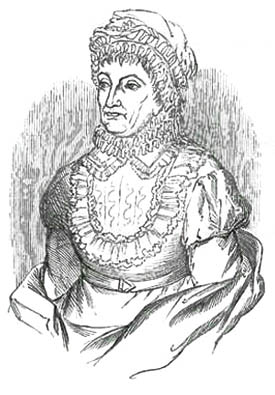
卡羅琳·赫歇爾

卡羅琳·盧克雷齊亞·赫歇爾（德語：Caroline Lucretia Herschel，1750年3月16日—1848年1月9日），出生於德國漢諾威，德國天文學家。她是天文学家威廉·赫歇尔的妹妹，她的大部分职业生涯都与赫歇尔共事。
1782年威廉獲英王喬治三世聘用為天文學家，卡羅琳亦隨他遷住斯勞。在那裏，卡羅琳協助威廉觀測及計算數據。她的最大興趣是透過一台小型牛頓望遠鏡欣賞星空，這台望遠鏡讓她於1783年發現3個星雲；在1786年至1797年间，她发现了八颗彗星。毫无异议的是，她是其中五颗彗星的首先发现者，并于1795年重新发现了恩克彗星。
她於1786年8月1日發現的第一顆彗星——35P/Herschel-Rigollet也是首顆被女性發現的彗星。翌年，她獲喬治三世發薪聘用為威廉的助手。1797年，她向英國皇家學會提交一份約翰·佛蘭斯蒂德觀測資料的索引，以及列出561顆英國星表（British Catalogue）中遺漏的恆星和勘誤表。
在威廉·赫歇爾死後，她回到漢諾威，但她沒有放棄天文研究。在1828年她整理好自1800年威廉發現的二千個星雲列表。
1828年，英國皇家天文學會向她頒發金獎章，並於1835年推選她為該會的榮譽會員。1846年，她獲普魯士國王頒發金獎章。 
為紀念她在天文學上的貢獻，小行星281“盧克拉雷蒂婭”以她中間的名字命名。Google公司於2016年3月16日更改網站首頁的標誌，以紀念卡羅琳·赫歇爾266歲誕辰。

## 生平
卡洛琳·赫歇尔出生在德國漢諾威，是家中第八個小孩。除了兄長威廉·赫歇尔年長她12歲之外，还有一个哥哥亚历山大·赫歇尔也是音樂家並從事天文學。
父親Isaac除了靠照料花園維持家計，也是一位在普魯士擔任演奏的傑出音樂家。同時Issac鼓勵子女接受數學、法文及音樂教導。
在卡洛琳十歲時因感染斑疹傷寒停止發育，身高維持在四英尺三。她22歲搬去英國巴斯當哥哥威廉（英國當音樂老師）的管家，终身未婚。
兄長威廉培養卡洛琳產生對天文的興趣，教她代書、幾何、三角學，奠基未來天文觀察工作有莫大的幫助。
1772年，卡羅琳移居英國巴斯與當音樂家的哥哥威廉一起生活。她曾經是哥哥的聖樂團的主音，並獲邀出席伯明翰音樂節，但她卻推辭了這個演出機會。後來威廉全身投入天文學，卡羅琳成為了他的全職助手。
在1786年至1797年间，她发现了八颗彗星，第一颗是在1786年8月1日，当时她哥哥不在，她正在用他的望远镜。毫无疑问的是，她最先发现了五颗彗星，并于1795年重新发现了恩克彗星。，她的五颗彗星发表在《哲学学报》上。有一小包纸，上面写着:“这是我所称的彗星账单和收据”，里面有一些与发现这些天体有关的数据。威廉被召唤到温莎城堡向皇室展示卡罗琳的彗星。威廉亲自记录了这一现象，并将其命名为“我妹妹的彗星”。卡洛琳·赫歇尔通常被认为是发现彗星的第一位女性，然而瑪麗亞·瑪格麗塔·基希在18世纪早期发现了一颗彗星，但经常被忽视，因为在当时发现者被认为是她的丈夫戈特弗里德·基希。
1788年12月21日，卡罗琳又一次发现了彗星，这是她发现的第2颗彗星。1939年7月28日，天文学家罗杰·利格莱（Roger Rigollet）又找到了她发现的这颗彗星。随后，天文学家根据彗星的轨道确认，二人发现的是同一颗彗星，因此以二人的名字共同命名，叫做赫歇爾-利哥萊彗星（35P/Herschel–Rigollet）。这颗彗星的周期是155年。
1790年1月7日和4月17日，她又分别发现一颗彗星，并把这两个发现报告给了约瑟夫·班克斯爵士（Sir Joseph Banks）。发现这4颗彗星，她使用的都是威廉在1783年为她制作的望远镜。
从1791年开始，卡罗琳开始使用一台9英寸望远镜寻找彗星。1791年12月、1793年10月和1795年11月，她先后发现了3颗彗星，虽然1793年的那次发现实际上要稍晚于梅西耶的观测。1797年8月14日，她第8次发现彗星，也是最后一次。发现这颗彗星后，为了避免信使或邮差传递消息的延误，当晚她只睡了一个小时，然后就骑马从斯劳赶到格林威治向时任皇家天文学家内维尔·马斯基林（Nevil Maskelyne）报告了这个消息。
在卡罗琳寻找彗星的这段时间里，发生了一件使她载入史册的事情。1787年，乔治三世向她每年支付50英镑的薪水，作为她担任自己哥哥助手的报酬。这使得她成为第一位在英格兰获得政府职位的女性，也成为第一位领取薪水、把天文学研究作为职业的女性科学家。在那个年代里，即使是男性也极少有人可以因为从事科学研究而获得报酬。在卡罗琳留下的文字资料里，她不止一次表达出希望能够独立获得薪水来养活自己的愿望，而这个愿望最终成真。
1822年，威廉·赫歇尔逝世。卡罗琳非常伤心，随后搬回德国汉诺威。她在回到德国后继续进行天文学研究，整理哥哥的研究成果，编制了一个星云目录，同时协助她的侄子、威廉的儿子约翰·赫歇尔（John Herschel）研究天文学。
1828年，她成为第一位获得英国皇家天文学会金质奖章的女性。直到168年后，薇拉·鲁宾才因为对暗物质的研究而在1996年成为第二位获此殊荣的女性天文学家。
1835年，她被选举为英国皇家天文学会的荣誉会员，同时当选的还有玛丽·萨默维尔（Mary Somerville），二人也是该学会的首批女性会员。1838年，她被任命为爱尔兰皇家学院的荣誉成员。1846年，她还获得了普鲁士国王颁发金质奖章，而为她送去奖章的则是亚历山大·冯·洪堡（Alexander von Humboldt）。
卡罗琳·赫歇尔于1848年1月9日逝世，享年97岁。她被安葬在汉诺威，旁边安葬着她的父母。

## 紀念
除了以她的名字命名的彗星外，1888年发现的小行星281以她的名字命名，月球上有一个以她的名字命名的陨石坑。

## 网页链接
- 卡羅琳·赫歇爾（德国国家图书馆目录相关文献）
- Literatur von und über Caroline Herschel im Astrophysics Data System
- FemBio （页面存档备份，存于）
- Biographie bei {Mathematikerinnen in Deutschland} （页面存档备份，存于）
- Visuelle Beobachtungen von Caroline Herschels Deep-Sky-Objekten （页面存档备份，存于）
- Caroline Herschel’s Deep Sky Objects（页面存档备份，存于）
- Artikel über Caroline Herschel von Charlotte Kerner in EMMA 1/2001 （页面存档备份，存于）
- Karoline Lucretia Herschel Astronomin und Entdeckerin von 8 Kometen (1750-1848)[]
- Lexikon-Artikel des Sophie Drinker Instituts （页面存档备份，存于）
- Ingeborg Lechner: Das Wirken der Familie Herschel, ausführliche Biographie mehrerer Familienmitglieder

## 訃聞
- MNRAS 8 (1848) 64 （页面存档备份，存于）
- https://www.youtube.com/watch?v=3DgIJxOyJnI